# Giovan Battista Longanesi-Cattani
Giovan Battista Longanesi-Cattani, spesso indicato soltanto come Longanesi (Brescia, 1865 – Ferrara, 1942), è stato uno scultore, pittore e illustratore italiano.

## Biografia
Nacque da Orazio e Beatrice Grossi durante uno dei numerosi spostamenti lavorativi del padre d'origine romagnola, medico ed ex-garibaldino, ebbe come fratello Angelo, nato nel 1860 nella Pieve di San Vitale a Fiscaglia e morto a Ferrara nel 1945, destinato a divenire il più significativo pittore ferrarese del primo Novecento. La madre, rimasta precocemente vedova (il marito fu travolto da un tram), si trasferì a Ferrara assieme ai figli.
Entrambi i fratelli, inclini al disegno, furono mandati dapprima alla scuola ferrarese e poi all'Accademia bolognese di Belle Arti, dove Giovan Battista ebbe come maestro Salvino Salvini, che influenzò il suo sviluppo stilistico.

### Produzione grafica
Uscì dall'Accademia rivelando una spiccata propensione per la ritrattistica plastica e al contempo un forte interesse per la grafica e l'illustrazione libraria.
Riguardo a queste ultime due attività, espose nel 1893 alla Mostra Artistica Ferrarese, progettando anche la copertina del catalogo, mentre l'anno successivo partecipò alle Esposizioni Riunite di Milano presentando saggi per svariate case editrici. Studiò anche la miniatura attraverso gli esemplari custoditi nelle collezioni ferraresi della Biblioteca cittadina e del Museo Civico, tentando di modernizzare la tradizione con l'uso di inchiostri, pennini e supporti diversi, verso un'iconografia aggiornata. Il maggior successo come miniaturista lo ottenne alla mostra allestita a Roma nel 1899, dove venne premiato per una collezione acquistata dal duca Galeazzo Massari per la sua galleria d'arte, che lo inserì così nel mondo dell'antiquariato e del collezionismo ferrarese. Il duca lo nominò curatore (assieme ad Augusto Droghetti, pittore e direttore della Civica Pinacoteca) anche della collezione Saroli-Lombardi, acquistata l'anno successivo.
Nel 1903 realizzò una pergamena coi nomi dei soci del Circolo Unione, con un semplice motivo decorativo nel fastigio. La sua opera, lodata sulle testate giornalistiche dell'epoca, nel 1909 e nel 1927, per le sue miniature su celluloide, nonché su carta e avorio, si può così inserire nel revival primo-novecentista riguardante la miniatura che vide la stampa di repertori e manuali moderni. Del 1927 è la sua pergamena a Marino Ferretti, commissionata dai mutilati di guerra ferraresi. Nell'illustrazione, collaborò anche con la rivista bolognese Italia ride ed eseguì diversi diplomi. Un'altra opera su carta, dedicata ai Bersaglieri del Po, si conserva nel Museo del Risorgimento.

### L'insegnamento
Un altro nobile che si avvalse dell'opera di Longanesi fu il conte Giovanni Grosoli, che assunse entrambi i fratelli per impartire lezioni al giovane suo inquilino, l'estroso Luigi Filippo Tibertelli, più noto in futuro come Filippo de Pisis, probabilmente il suo allievo più celebre: da Angelo, imparò gli impasti e come trattare la composizione su tela, mentre da Giovan Battista acquisì i segreti della tecnica miniaturistica.
Sia Giovan Battista che Angelo insegnarono per lunghi periodi alla civica scuola d'arte Dosso Dossi, rispettivamente nelle materie Plastica e Figura. Mentre il fratello l'aveva ottenuta qualche tempo prima, lo scultore ottenne la cattedra nel 1910, sostituendo Luigi Legnani, appena scomparso, dopo un periodo di ruolo come coadiutore di Ernesto Maldarelli e supplente nelle materie di Ornato e Geometria e Decorazione e Plastica, restandovi per circa un trentennio.
Oltre ad aver avuto altri notevoli allievi quali Ulderico Fabbri (che lo ritrasse in un busto), Francesco Lupi e Laerte Milani, nell'ultimo quindicennio della sua vita, si legò particolarmente al bondenese Gaetano Tassi (1908-1983), restauratore e pittore e padre dell'anch'esso pittore e scultore Carlo (1933-2011). Gaetano nel 1942 acquistò il pastello tardo-romantico del Maestro Ore liete, opera premiata alle Esposizioni Riunite di Milano mezzo secolo prima: Longanesi, in segno di gratitudine, premiò l'ex allievo lasciandogli in eredità il proprio materiale artistico, nominandolo suo erede.

### Altre attività
Chiamato dal fratello, decorò con lui alcuni caffè cittadini e replicò alcune sue opere quando queste venivano vendute. Caso emblematico fu l'opera L'antiquario (1912), ricopiato ad acquerello e replicato anche dal giovane de Pisis seppur con qualche aggiunta.

### Attività plastica
Nonostante avesse intrapreso sia l'attività di illustratore che di pittore, sulle orme del sentimentaleggiante verismo del fratello, fu soprattutto scultore, trainato dal descrittivismo tipico del Realismo tardo ottocentesco.
Lo scultore collaborò con la ditta ferrarese dei marmisti Giovanni e Francesco Beretta, fondata nel 1830 ed operante sino al 1972, per alcuni lavori di decorazione per la Certosa. Fu il pronipote Pietro (1870-1949), allievo della scuola dove insegnavano i fratelli Longanesi, ad innalzare il livello stilistico della ditta, avvalendosi appunto di Giovan Battista per la realizzazione di vari modelli in gesso, soprattutto ritratti quali ad esempio il ritratto del caduto della Grande Guerra Giuseppe Beretta, figlio del marmista Pietro, sulla tomba omonima ed il busto in gesso di Giovanni Eppi. Alla ditta Beretta, lasciò anche l'esecuzione in marmo del busto del sindaco comacchiese Acquirino (o Aquirino) Pinza. Tale busto fu inaugurato nel 1926 nell'atrio dell'istituto Virgili di Comacchio, per volere della vedova, Imelde Bonnet (discendente di Nino), in seguito ad un lascito del defunto verso il locale Orfanotrofio. Il modello originale, eseguito in gesso su immagine ritratta in una fotografia, è conservato nella Biblioteca di Palazzo Bellini, sempre a Comacchio.
Assieme al busto più antico, copia di quello presente a Palazzo Bonacossi raffigurante il cardinale Gian Maria Riminaldi eseguito dal carrarese Domenico Andrea Pelliccia, nel 1898 tre busti di Longanesi furono posti nell'atrio di Palazzo Schifanoia: Vincenzo Bellini, Giuseppe Antonelli e Pietro Niccolini, i benemeriti che accrebbero coi loro lasciti la civica collezione museale.
Fu anche autore della lunetta con Cristo che accoglie i fanciulli Lasciate che i pargoli vengano a me nella parrocchiale di Rovereto di Ostellato (1911), chiesa decorata assieme al fratello. Alla sua ultima esposizione collettiva a Ferrara, la Mostra Sindacale d’Arte al Castello Estense (ottobre 1939) presentò solo studi grafici di pescatori e “reietti”, un paio di pastelli e olii di marine e ritratti, senza esporre né sculture né miniature.
Poco prima della morte, nel 1942 eseguì una pala d'altare con santi che adorano il Crocifisso per la chiesa della Madonnina, vicino alla sua ultima abitazione, in via Camposabbionario.

### Altre esposizioni
Oltre quelle già citate, espose alle rassegne dell'associazione Benvenuto Tisi da Garofalo nel 1884, 1885 (Gaudium, Sola!, Infine!, Cogitans, Samnitiens, Coquetterie, Puerilitas, tutte in cotto e premiate con medaglia di bronzo), 1886, 1889 (Il bacio, gruppo in cotto e due schizzi in lapis), 1890, 1891, 1892, 1896, 1916, 1919. A Rimini nel 1901 con gessi, schizzi a penna, acquerelli, miniature su avorio; a Lugo nel 1903 dove vinse due medaglie in bronzo con una Testa di vecchio ed un ritratto di Verdi in miniatura; a Livorno nel 1909. Nel 1912 espose per qualche tempo il busto di Alessandro Di Bagno alla Pinacoteca di Ferrara e la scultura Per l'Umanità e la Patria.

## Opere
- Tre bambini, 1890 ca., grafica
- Busto del conte Braghini, 1894
- Immagine di anziana nobile, 1896, miniatura su celluloide, Ro ferrarese, Fondazione Cavallini Sgarbi
- Busto di Vincenzo Bellini, 1898, marmo, Ferrara, atrio di Palazzo Schifanoia
- Busto di Giuseppe Antonelli, 1898, marmo, Ferrara, atrio di Palazzo Schifanoia
- Busto di Piero Niccolini, 1898, marmo, Ferrara, atrio di Palazzo Schifanoia
- Ritratto femminile (la signora Ricci-Pavanelli ?), 1898, miniatura su celluloide, Ferrara, collezione Scardino
- Due bambine, 1900 ca., dipinto, collezione Bolognesi
- Ritratto di Felice Cavallotti, 1900 ca., bassorilievo, Ferrara, collezione Scardino[15]
- Ritratto maschile, 1900 ca., bassorilievo, Bondeno (Fe), collezione Tassi
- L’antiquario, 1912 circa, olio
- Busto di Adolfo Cavalieri, 1915
- Busto di Acquirino Pinza, gesso, post 1917, Comacchio, collezione Comunale d’Arte di Palazzo Bellini
- Busto di Acquirino Pinza, marmo, Comacchio, Istituto Virgili
- Venditore di statuette, 1926 ca., olio, Roma, collezione privata
- Busto di Pavanelli
- Busto del marchese Alessandro Di Bagno
- Ore liete, 1890 ca., pastello, Bondeno (Fe), collezione Tassi
- Medaglione commemorativo dell'ing. Adamo Boari, Marrara, Villa Boari

Furono segnalate sue terrecotte raffiguranti un giovane spazzacamino ed una vivace scugnizza napoletana, nonché il bassorilievo in gesso Nazareno ed una Madonna a medaglione; i pastelli raffiguranti il Conte Gardani, il cavalier Augusto Forti, il capitano Viola, il signor Pavanelli e due nudi dal vero, una volta collocati nell'atrio dell'Accademia bolognese di Belle Arti dopo aver ricevuto l'elogio del direttore Enrico Panzacchi., sono oggi irreperibili.
Nella collezione Tassi spicca il bozzetto per lo Stabilimento Cromo-litografico Zagatti (1909), con il quale collaborò fornendo disegni allegorici, quello per l'Aromatico Tonico Ferrara, il diploma commemorativo (1899) relativo agli '"ostaggi ferraresi degli Austriaci" di cinquant'anni prima e l'altro per la Società di Mutuo Soccorso fra gli operai tipografi ferraresi (a volte erroneamente attribuito al concittadino Edmondo Fontana (1861-1929)), studi a matita ed il progetto ad acquerello per la copertina del libro Quando s’era studenti. Storielle allegre di Mario Pilo e Ferruccio Rizzatti (Bologna, Azzoguidi, 1886).
Altre sue opere sono presenti in collezioni private a Ferrara, Torino, Roma.